# Реваз Барабадзе
Реваз Барабадзе (груз. რევაზ ბარაბაძე; нар. 4 жовтня 1988, Тбілісі, Грузинська РСР) — грузинський футболіст, нападник грузинського клубу «Мерані» (Мартвілі). Виступав за національну збірну Грузії.

## Клубна кар'єра
Вихованець тбіліського «Динамо», але в складі столичних «динамівців» не зіграв жодного офіційного поєдинку. Сезон 2003/04 років провів у складі третьої команди «Динамо» й влітку 2004 року приєднався до іншого столичного клубу, ФК «Тбілісі». Протягом двох сезонів, проведених у команді, зіграв 34 матчі та відзначився 8-ма голами.
У липні 2006 року перейшов до складу вищолігового дніпропетровського «Дніпра». Дебютував у футболці дніпропетровців 29 жовтня 2006 року в нічийному (1:1) домашньому поєдинку 12-го туру проти запорізького «Металурга». Реваз вийшов на поле на 82-й хвилині, замінивши Олександра Грицая. У складі дніпропетровців у «вишці» зіграв 3 матчі, ще 8 матчів (2 голи) провів за «Дніпро» у першості дублерів. 6 вересня 2006 року перейшов до німецького клубу «Карл Цейс» з Другої Бундесліги, але за головну команду не зіграв жодного офіційного поєдинку, натомість грав у другій команді німецького клубу.
Провівши півроку в Німеччині, у 2008 році залишив цю країну та підписав контракт з махачкалинським «Анжі». У складі махачкалинського клубу дебютував 30 березня 2008 року в переможному (4:0) домашньому поєдинку 2-го туру Першого дивізіону проти хабаровської «СКА-Енергії». Бабурадзе вийшов на поле на 69-й хвилині, замінивши Михайла Ашветію. Дебютним голом у складі «Анжі» відзначився 26 липня 2008 року на 81-й хвилині переможного (3:0) домашнього поєдинку 23-го туру проти новоросійського «Чорноморця». Реваз вийшов на поле на 75-й хвилині, замінивши Михайла Ашветію. У 2009 році не грав, так як був травмований і не був заявлений за клуб. Після відновлення від травми був відданий в оренду до грузинського клубу «Олімпі» (Руставі), в складі якого в місцевому чемпіонаті зіграв 10 матчів та відзначився 1 голом. У січні 2010 року потрапив в заявку клубу. Загалом у складі «Анжі» зіграв 10 матчів та відзначився 1 голом у чемпіонаті Росії (провів 1 поєдинок у першості дублерів), ще 2 матчі (1 гол) зіграв у кубку Росії.
У червні 2010 року Реваз повернувся додому й підписав контракт з «Олімпі» (Руставі). Вже протягом першого сезону свого перебування в команді став переможцем Ліги Умаглесі 2009/10, а наступного року — бронзовим призером Ліги Умаглесі 2010/11, а наприкінці четвертого кварталу того ж сезону став володарем і Кубку Грузії. У сезоні 2011/12 років захищав кольори клубу «Діла» (Горі), але в серпні 2012 року сторони розірвали контракт. З 2013 по 2015 роки захищав кольори грузинських клубів «Локомотив» (Тбілісі), «Торпедо» (Кутаїсі), «Металург» (Руставі) та «Ліахві-Цхінвалі». У 2016 році переїхав на Кіпр, де захищав кольори місцевого «Етнікос» (Ахна), в складі якого зіграв 12 матчів. Того ж року повернувся на батьківщину, де знову став гравцем клубу «Ліахві-Цхінвалі». З 2017 року захищає кольори клубу «Мерані» (Мартвілі).

## Кар'єра в збірній
Залучався до юнацьких та молодіжних збірних своєї країни різних вікових категорій.
Барабадзе також грав за національну збірну Грузії з футболу. Дебютував у національній збірній 31 травня 2008 року в товариському поєдинку проти Португалії, замінивши на 68-й хвилині Левана Кенію.